# Hernádpetri
Hernádpetri è un comune dell'Ungheria di 253 abitanti (dati 2001) . È situato nella contea di Borsod-Abaúj-Zemplén.